# جوليو سيزار (لاعب كرة قدم مواليد 1988)
جوليو سيزار هو لاعب كرة قدم برازيلي في مركز الوسط، ولد في 4 يناير 1988 في إيتاغواي في البرازيل. لعب مع غريميو بورتو أليغرينزي ونادي أفاي لكرة القدم ونادي جوفنتودي.

## وصلات خارجية
- جوليو سيزار (لاعب كرة قدم مواليد 1988) على موقع قاعدة بيانات كرة القدم.إي يو (الإنجليزية)
- جوليو سيزار (لاعب كرة قدم مواليد 1988) على موقع Soccerway.com (الإنجليزية)